# Aspalathus stokoei
Aspalathus stokoei är en ärtväxtart som beskrevs av Harriet Margaret Louisa Bolus. Aspalathus stokoei ingår i släktet Aspalathus och familjen ärtväxter. Inga underarter finns listade i Catalogue of Life.